# جانوس لوكاش
جانوس لوكاش هو لاعب كرة قدم روماني، ولد في 1 نوفمبر 1946 في Tileagd ‏ في رومانيا، وتوفي في 6 مارس 2016.